# ريتشارد كادل
ريتشارد كادل (بالإنجليزية: Richard Cadell)‏ هو ساحر استعراضي ومنتج تلفزيوني وكاتب سيناريو ومقدم تلفزيوني بريطاني، ولد في 23 مارس 1969.

## وصلات خارجية
- ريتشارد كادل على موقع IMDb (الإنجليزية)